# Redzikowo
Redzikowo [rɛd͡ʑiˈkɔvɔ] (tiếng Đức: Reitz, Kashubian: Redzëkòwò) là một ngôi làng ở phía bắc Ba Lan, nằm ở Gmina Słupsk, Słupsk, Pomeranian Voivodeship, cách 5 km về phía đông của Słupsk. Nó có 405 cư dân (2006). Ngay phía bắc của nó là sân bay Słupsk-Redzikowo, nơi từng là một tổ hợp phòng thủ tên lửa của Hoa Kỳ đã được lên kế hoạch xây dựng vào năm 2012. Dự án ban đầu đã bị hủy bỏ vào tháng 9 năm 2009, nhưng sân bay dự kiến sẽ là căn cứ cho các tên lửa SM-3 Block IIA của Hệ thống phòng thủ tên lửa đạn đạo Aegis bắt đầu vào năm 2018.

## Lịch sử
Ngôi làng được nhắc đến lần đầu tiên trong các ghi chép lịch sử từ năm 1288, khi trong thời kỳ định cư về phía đông của Đức, Mestwin II đã trao ngôi làng cho một tu viện của Nữ tu Norbertine. Trong những thế kỷ tiếp theo, Reitz là lãnh địa thuộc sở hữu của các gia đình quý tộc khác nhau. Năm 1814, trang viên được bán cho gia đình Arnold. Năm 1938, chủ sở hữu của bất động sản là Friedrich Wilhelm Arnold.
Năm 1935  việc xây dựng một sân bay tên là Stolp-Reitz bắt đầu bên cạnh ngôi làng (sân bay trước đó có tên Stolp-West nằm trong khu vực được xây dựng trong Thế chiến I). Sau đó, sân bay đã trở thành Fliegerwaffenschule (Trường vũ khí không quân) cho Luftwaffe. Một số nhà chứa máy bay và các tòa nhà khác đã được thêm vào. Vào ngày 8 tháng 3 năm 1945, khu vực này bị Hồng quân chiếm đóng và người dân bị trục xuất. Từ cuối Thế chiến II đến năm 1950, căn cứ được Không quân Liên Xô sử dụng. Mặc dù sau khi kết thúc chiến tranh, khu vực này đã trở thành một phần của Ba Lan, Redzikowo và sân bay của nó vẫn nằm dưới sự kiểm soát của Nga cho đến năm 1950. Nó được bàn giao cho Không quân Ba Lan vào năm 1950. Căn cứ này sau đó được sử dụng bởi 28 Słupski Pułk Lotnictwa Myśliwskiego (Trung đoàn hàng không chiến đấu Słupsk thứ 28, tan rã năm 1999). Nó cũng hoạt động trong một thời gian như một sân bay dân sự. Hiện tại sân bay chỉ được sử dụng bởi các máy bay dân dụng nhỏ.